# 프랑스의 왕위 계승 순위 (부르봉 왕가)
부르봉 왕가의 프랑스 왕국은 7월 혁명을 통해, 샤를 10세, 앙리 5세가 연달아 폐위되고, 오를레앙 왕가의 루이 필리프가 추대되면서, 부르봉 왕가는 왕위를 잃어버린다. 그러나, 이 계열 상위에 있는 루이스 알폰소 데 보르본 등은 프랑스 왕위계승권을 포기한 펠리페 5세의 후손으로 프랑스에 왕정이 부활한다고 해도 스페인 계열 부르봉 왕가는 위트레흐트 조약에 따라 군주가 될 수 없다. 현재 부르봉 왕가의 프랑스 왕위 계승자는 앙주 공작 루이스 알폰소 데 보르본이다.

## 왕위 계승 순위
1. 루이스 알폰소 데 보르본 - 알폰소 데 카디스 공작의 아들.
2. 루이스 데 보르본 - 루이스 알폰소 데 보르본의 아들
3. 알폰소 데 보르본 - 루이스 알폰소 데 보르본의 아들
4. 엔리케 데 보르본 - 루이스 알폰소 데 보르본의 아들